# Mulsum (Kutenholz)
Mulsum (niederdeutsch Mulsen) ist ein Ortsteil der Gemeinde Kutenholz im Landkreis Stade (Niedersachsen) mit 1867 Einwohnern.

## Geographie

### Nachbarorte
|     | Hagenah                                     |                   |
| Elm | Kompassrose, die auf Nachbargemeinden zeigt | Fredenbeck, Wedel |
|     | Kutenholz, Essel                            |                   |

## Geschichte
Mulsum ist das älteste Dorf der Gemeinde und wurde in der Zeit von 1111 bis 1116 als Mulesla erstmals urkundlich erwähnt. Ebenfalls belegt ist damals schon ein eigenes Kirchspiel.
Über den Dorfplatz (Höchststadt) führt der Alte Marktweg, der schon im Mittelalter die Marktplätze in Bremervörde und Horneburg verband.
Die Mühle Anna Maria wurde 1843 gebaut.
Im Ersten Weltkrieg sind 53 Soldaten, im Zweiten Weltkrieg 132 Soldaten aus Mulsum gefallen.

### Regionale Zugehörigkeit
1852 gehörte Mulsum zur Börde Mulsum im Amt Harsefeld, wechselte aber 1852 zum Amt Stade und 1859 zum Amt Himmelpforten. Nach 1885 gehörte Mulsum zum Kreis Stade, ab 1932 zum heutigen Landkreis Stade.
Mulsum wurde am 1. Juli 1972 nach Kutenholz eingemeindet.
Am 28. März 1990 hat der niedersächsische Landtag beschlossen, dass Mulsum und einige andere Gemeinden wieder selbstständig werden sollen. Diese Entscheidung hat das Bundesverfassungsgericht aber rückgängig gemacht, da die Eingemeindungen nicht mit der Verfassung vereinbar seien.

### Religion
Mulsum ist evangelisch-lutherisch geprägt und hat mit der St.-Petri-Kirche ein eigenes Kirchspiel, zu dem neben Mulsum Kutenholz, Aspe, Essel, Schwinge und Sadersdorf gehören.
Die erste Kapelle in Mulsum ist 786 von Willehad gegründet worden. Der Pastor kam zu dieser Zeit noch aus Harsefeld; erst um 1100 wurde Mulsum ein eigenes Kirchspiel mit eigenem Pastor. Die Orgel von Johann Hinrich Röver ist 1869/70 eingebaut und 1989/90 von Martin Haspelmath renoviert worden.

### Wappen
Das Wappen von Mulsum zeigt auf blauem Grund eine silberne Windmühle.
Die Windmühle steht für die Mulsumer Mühle Anna Maria, die heute noch existiert.

## Wirtschaft und Infrastruktur

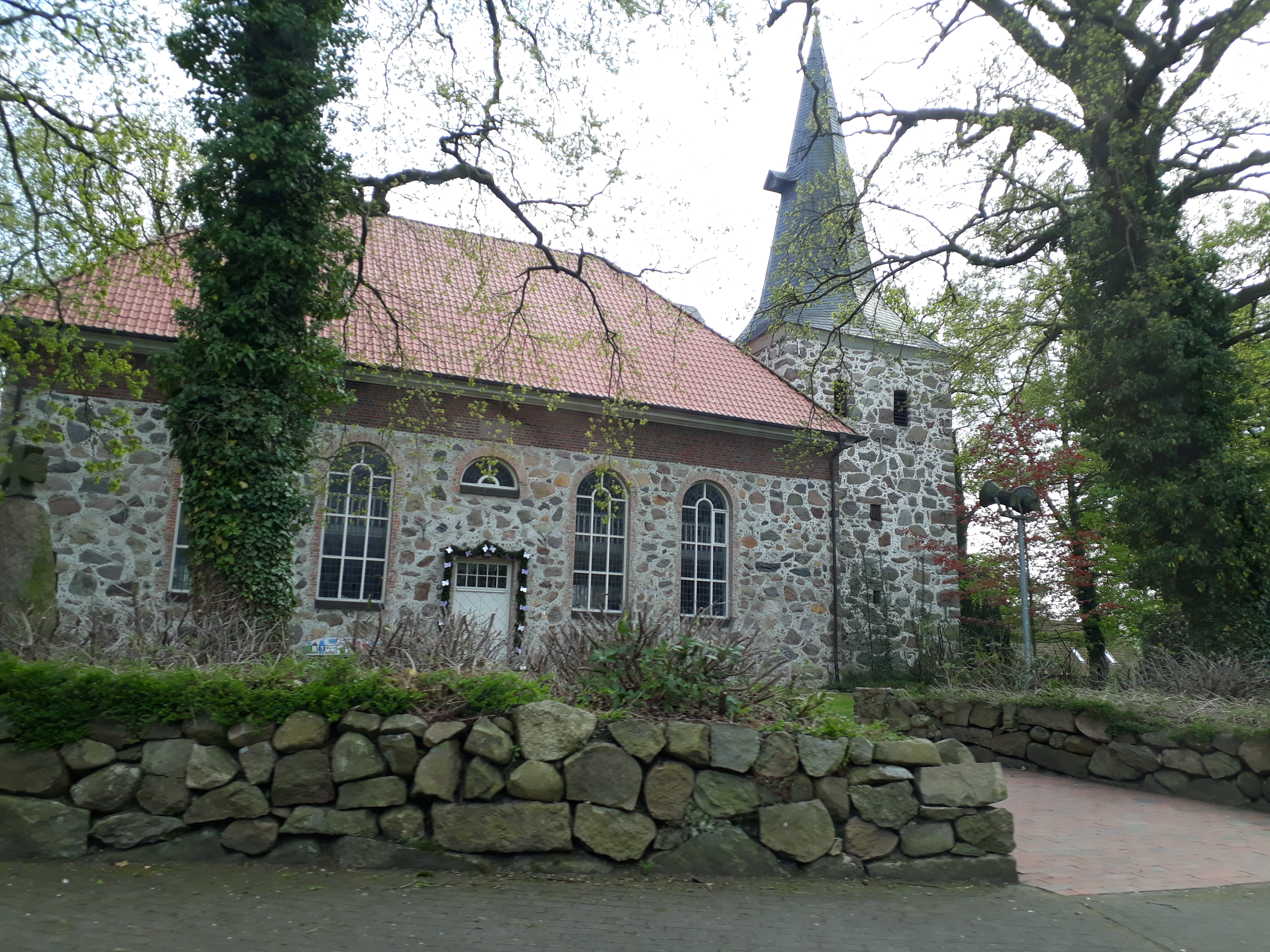
St.-Petri-Kirche Mulsum

### Verkehr
Mulsum liegt an der Kreisstraße 2, die im Norden bei Hagenah zur Bundesstraße 74 führt und im Süden nach Kutenholz läuft.
In Mulsum liegt ein Bahnhof der Bahnstrecke Hesedorf–Stade.

### Schulen
In Mulsum ist einer von zwei Standorten der Grundschule Mulsum-Kutenholz.

### Unternehmen
In Mulsum hat die Kreissparkasse Stade eine Filiale.

## Kultur

### Sehenswürdigkeiten
- St.-Petri-Kirche Mulsum
- Denkmal für die Gefallenen aus den Weltkriegen
- Windmühle Anna Maria

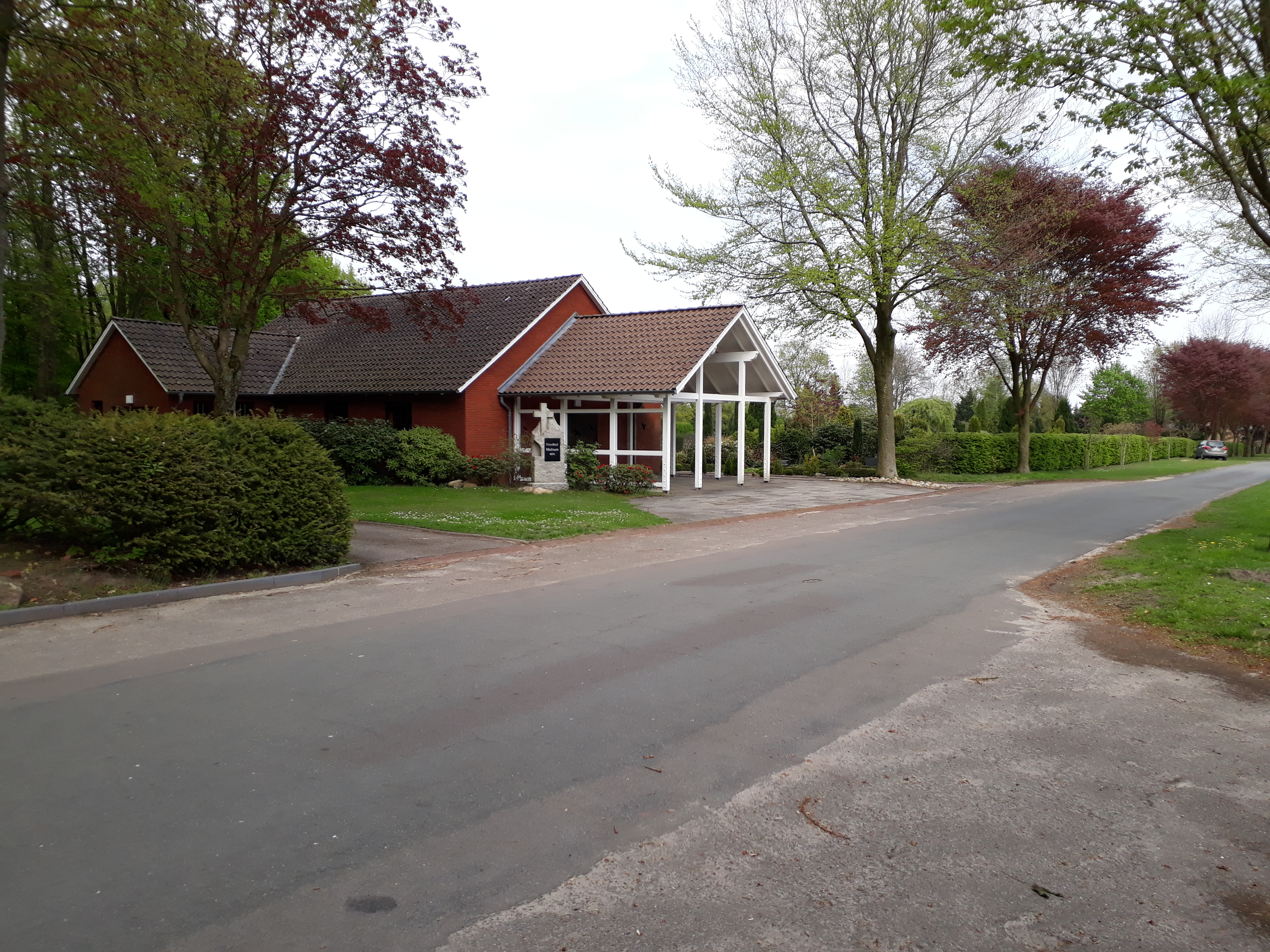
Friedhofskapelle Mulsum
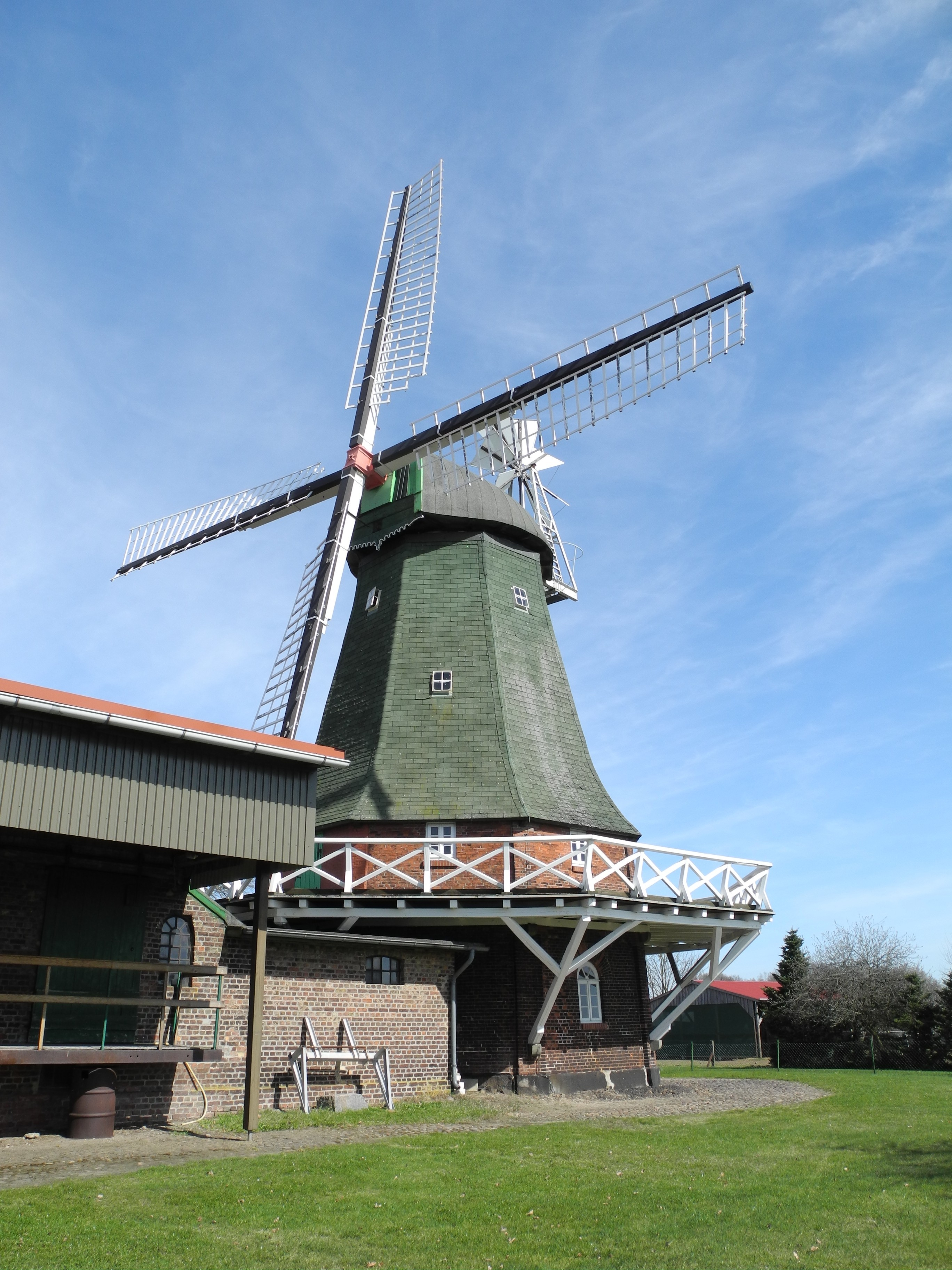
Windmühle Anna Maria
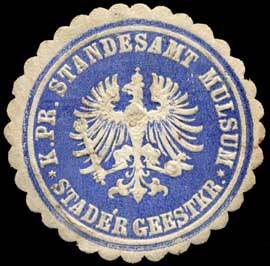
Siegelmarke Standesamt Mulsum, Stader Geestkreis

### Veranstaltungen
Am Sonnabend vor dem 2. Advent wird in Mulsum Weihnachtsmarkt gefeiert.

## Persönlichkeiten
- Carl Stelljes (1885–1963); Politiker
- Willy Klenck (1890–1959); Heimatkundler